# مجلس سنای میانمار
مجلس سنای میانمار 
(به برمه‌ای: Amyotha Hluttaw)مجلس علیای نظام دو مجلسی این کشور است. این مجلس دارای ۲۲۴ سناتور است. آخرین انتخابات مجلس در نوامبر ۲۰۱۵ برگزار شد.
انتخاب تین چیاو چهار ماه پس از پیروزی حزب اتحاد ملی برای دمکراسی در انتخابات پارلمانی صورت می‌گیرد.